# Grzegorz Gołdynia
Grzegorz Władysław Gołdynia (ur. 22 lutego 1962 w Oświęcimiu) – polski lekarz, polityk, samorządowiec. Działacz opozycji w PRL, w 2007 podsekretarz stanu w Ministerstwie Zdrowia.

## Życiorys
Uczęszczał do Technikum Chemicznego w Oświęcimiu. W 1981 z technikum dziennego przeniesiono go do technikum wieczorowego, za kolportaż niezależnych wydawnictw. Po wprowadzeniu stanu wojennego organizował młodzieżową działalność opozycyjną na terenie Oświęcimia. W maju 1982 został zatrzymany i pobity przez milicję, a po ucieczce z Komendy Miejskiej MO na miesiąc internowany w Nowym Łupkowie, w związku z czym nie przystąpił wówczas do matury (zdał ją w 1983). W latach 1982–1985 pracował jako sanitariusz w Pogotowiu Ratunkowym. Był w tym czasie wiele razy rewidowany, przesłuchiwany i zatrzymywany. Następnie podjął studia w Akademii Medycznej w Lublinie, które ukończył w 1991 (w specjalizacji pediatria). W 1986 był na uczelni współzałożycielem struktur Niezależnego Zrzeszenia Studentów. Od 1991 do 1999 był lekarzem w Zespole Zakładów Opieki Zdrowotnej w Oświęcimiu. W 2001 ukończył studia podyplomowe na Wydziale Zarządzania Górnośląskiej Wyższej Szkoły Handlowej w Katowicach i założył stowarzyszenie „Otwórzmy Serca” z siedzibą w Grojcu, którego był przewodniczącym (wystąpił z niego na przełomie 2008 i 2009 roku). Podjął pracę jako lekarz w „Multimedzie” w Oświęcimiu.
Od 1997 do 1998 należał do Ruchu Odbudowy Polski oraz zasiadał w radzie gminy Kęty. W latach 1998–2010 pełnił mandat radnego powiatu oświęcimskiego, do 2006 będąc jednocześnie jego wicestarostą (po raz pierwszy mandat uzyskał z listy AWS). W 2001 otwierał listę AWSP do Sejmu w okręgu chrzanowskim, jednak koalicja nie uzyskała mandatów. Od 1999 do 2006 należał do Zjednoczenia Chrześcijańsko-Narodowego. W 2000 został prezesem zarządu małopolskiego tej partii i członkiem rady naczelnej, a od 2002 do 2006 zasiadał w zarządzie głównym ZChN. Został też wiceprezesem powołanego w 2003 Chrześcijańskiego Ruchu Samorządowego. W 2006 przegrał w II turze wybory na prezydenta Oświęcimia z Januszem Marszałkiem, będąc bezpartyjnym kandydatem ChRS, popieranym przez PiS. W 2007 pełnił przez cztery miesiące funkcję podsekretarza stanu w Ministerstwie Zdrowia w rządzie Jarosława Kaczyńskiego. W 2008 został dyrektorem Powiatowej Stacji Sanitarno-Epidemiologicznej w Tychach. W 2010 nie uzyskał reelekcji do rady powiatu oświęcimskiego, startując z listy Bloku Samorządowego. Współtworzył następnie ugrupowanie Polska Jest Najważniejsza, zostając jego pełnomocnikiem w powiecie oświęcimskim. Był też członkiem rady krajowej partii. W 2011 otwierał listę PJN do Sejmu w okręgu podkrakowskim (chrzanowskim), jednak partia nie osiągnęła progu wyborczego. W 2013 wraz z PJN współtworzył Polskę Razem, zostając jej pełnomocnikiem w okręgu chrzanowskim. W 2014 ponownie kandydował do rady powiatu oświęcimskiego, otwierając listę Kongresu Nowej Prawicy, który nie uzyskał mandatów. W 2015 został wiceprezesem Polski Razem w województwie małopolskim i zasiadł w radzie krajowej tej partii. Po jej przekształceniu w Porozumienie w listopadzie 2017, został członkiem zarządu krajowego ugrupowania. Był też prezesem zarządu partii w okręgu Kraków I.
W 2017 został odznaczony Krzyżem Wolności i Solidarności oraz Srebrnym (2005) i Złotym (2017) Krzyżem Zasługi.

## Życie prywatne
Ma żonę Agatę (nauczycielkę) oraz dwoje dzieci.